# Blueconnect
Blueconnect – marka usług dostępu do Internetu należąca do operatora sieci T-Mobile, firmy T-Mobile Polska (dawniej Polska Telefonia Cyfrowa).

## Charakterystyka
Blueconnect umożliwia dostęp do Internetu w technologiach GPRS/EDGE/UMTS/HSDPA i HSUPA, wykorzystując sieć dostępu radiowego sieci telefonii komórkowej GSM i UMTS, oraz w technologii WLAN w oparciu o sieć hot spotów. Na terenie Polski usługa jest świadczona w oparciu o sieć należącą do PTC, za granicą zaś w oparciu o sieci partnerów roamingowych.
Usługa umożliwia dostęp do sieci z prędkością teoretyczną do 384 kbit/s, a przy wykorzystaniu technologii HSDPA ściąganie danych nawet z prędkością dochodzącą do 7,2 Mbit/s. W praktyce przepustowość oferowana w ramach usługi zależą od wielu czynników (m.in. od warunków propagacyjnych, obciążenia sieci, prędkości przemieszczania się terminala). Określone zostały również limity danych, po przekroczeniu których następuje ograniczenie prędkości transmisji do 16 kbit/s.
Usługa jest dostępna również w systemie prepaid jako Internet na kartę blueconnect (dawniej blueconnect starter).